# Željko Joksimović
Željko Joksimović (Beograd, 20. travnja 1972.) srbijanski je glazbenik i pjevač.
Jedan je od najpopularnijih pjevača u Srbiji, a popularan je i izvan Srbije. Na Eurosongu 2004. godine predstavljao je Srbiju i Crnu Goru s pjesmom "Lane moje" i osvojio 2. mjesto nakon ukrajinske predstavnice Ruslane. Na izboru za pjesmu Eurovizije u Srbiji i Crnoj Gori 2005. godine skladao je pjesmu "Jutro" koju je izvodila Jelena Tomašević i zauzela drugo mjesto nakon podgoričkog sastava No Name. Godine 2006. sklada pjesmu kojom sarajevska grupa Hari Mata Hari na Eurosongu 2006. predstavlja Bosnu i Hercegovinu i osvaja treće mjesto. Napisao je pjesmu "Oro" koju je na Eurosongu 2008. godine Jelena Tomašević pjevala za Srbiju i osvojila 6. mjesto.
Vodio je sve tri večeri Pjesme Eurovizije 2008. u Beogradu.
Pored glazbenog talenta, Željko Joksimović ističe se i kao poliglot. Prilikom intervjua na Novoj TV rekao je da govori čak 5 jezika i to ruski, poljski, engleski, grčki i francuski. Bio je u žiriju u popularnom glazbenom showu X Factor Adria (sezona 2015.). 

## Djetinstvo i rani život
Željko Joksimović po ocu je Srbin iz Uba kod Valjeva, a po majci porijeklom Crnogorac iz Bijelog Polja. Rođen je u Beogradu, a odrastao je u Valjevu, gdje je i završio Valjevsku gimnaziju. Fakultet glazbenih umjetnosti završio je u Beogradu. Godine 1984. je u Parizu osvojio nagradu "Prva harmonika Europe", što je bio njegov prvi međunarodni uspjeh. 

## Karijera

### 1998. – 2004.: Amajlija, Vreteno i 111
Nagrada za interpretaciju na festivalu "Pjesma mediterana" u Budvi 1998. godine s kompozicijom "Pesma sirena" omogućila mu je put na dva međunarodna festivala u Bjelorusiji, u gradovima Mogiljovu i Vitepsku, a 1999. godine, na oba festivala osvaja Grand Prix.
Godine 1999., Joksimović je potpisao ugovor s City Records, izdavačkom kućom koja se nalazi u sastavu Pink medija grupe, koja također posjeduje i RTV Pink. Mladi pjevač je tada promoviran kao folk i pop umjetnik. Njegov prvi studijski album, pod nazivom Amajlija, zajedno s kompozicijom "Pesma sirena", imao je osam pjesama. Njegov prvi veliki uspjeh bio je sa singlom "Telo vreteno", koji je napisao zajedno s Draganom Brajićem. Pjesma je postala hit na brojnim top listama srbijanske pop glazbe, te postala vrlo popularna i u drugim zemljama bivše Jugoslavije.
Godine 2000. Joksimović je objavio svoj drugi studijski album pod nazivom Vreteno, nazvan po pjesmi koja se nalazi na albumu. Ostale zapaženije kompozicije na albumu bile su "Rintam", "Gadura" i "Petak na subotu", kao i dva glazbena spota proizvedena za pjesme na ovom albumu.
Godine 2003.,Joksimović je napisao pjesmu "Čija si" za makedonsku glazbenu legendu Tošea Proeskog s kojom je pobijedio na prvoj Beoviziji. Međutim, Proeski nije otišao na natjecanje za Pjesmu Eurovizije te godine, već je sljedeće godine predstavljao Makedoniju s pjesmom Life.

### 2004.: Pjesma Eurovizije 2004.
Godine 2004. pobjeđuje na Europjesmi, nacionalnom izboru za predstavnika Srbije i Crne Gore na Pjesmi Eurovizije 2004. s pjesmom "Lane moje", za koju je on sastavio kompoziciju, a tekstopisac je bila Leontina Vukomanović.
Na natjecanju osvaja drugo mjesto iza ukrajinske pjevačice Ruslane. Pjesma "Lane moje" je dobila nagradu prisutnih novinara za najbolju kompoziciju i ostvarila izuzetan komercijalni uspjeh na prostorima nekadašnje SFRJ.

### 2004. – 2007.: Nakon Eurovizije, IV i Platinum Collection
Nakon uspjeha u natjecanju, iste godine, Joksimović je osnovao svoju izdavačku kuću. Od tada, radi i komponira u svom studiju. U međuvremenu, skladao je i objavio singl "Leđa o leđa", s kojom je stekao veliku popularnost u zemljama u kojima obično nastupa.
Godine 2005. Joksimović je komponirao pjesmu "Jutro" koju je izvodila Jelena Tomašević. Pjesma je pobijedila na Beoviziji, srbijanskom polufinalu nacionalnog izbora za predstavnika na Eurosongu, ali je u finalu Europjesme osvojila drugo mjesto nakon što od svih članova žirija iz Crne Gore nije dobila nijedan jedini bod. Sličan scenarij ponovio se i sljedeće godine, a iako je "Jutro" i po broju glasova gledatelja bila tek drugoplasirana pjesma, nikada nije sasvim razjašnjeno jesu li u konačni rezultat uopće uključeni glasovi gledatelja iz Srbije.
Suradnja i duet s austrijskom pjevačicom Tammy Harrison na kompoziciji I Live My Life for You zabilježila je veliki uspjeh širom Europe. Izdavačka kuća Warner uvrstila je tu kompoziciju u kompilaciju na kojoj se pored spomenutog dueta nalaze i pjesme Robbieja Williamsa, grupe ABBA i drugih.
Prosinca 2005. godine, Joksimović izdaje četvrti album IV koji je prodan u preko 500.000 primjeraka. U suradnji s produkcijskom kućom "Kobra" radi glazbu za film "Ivkova slava".
Željko Joksimović je 2006. godine skladao glazbu za pjesmu "Lejla" s kojom je Hari Mata Hari predstavljao Bosnu i Hercegovinu na Pjesmi Eurovizije u Ateni i osvojio treće mjesto. I 2004. i 2006. godine Joksimovićeve kompozicije su proglašene najboljim prema mišljenju svih kompozitora, sudionika festivala i akreditiranih novinara.
Za doček "srpske Nove godine" u Kruševcu je pjevao Željko Joksimović i tom prilikom podržao predsjednika Borisa Tadića na predsjedničkim izborima.

### 2008. – 2011.: Domaćin Eurovizije i Ljubavi
Joksimović je zajedno s Jovanom Janković vodio program Pjesme Eurovizije 2008. u Beogradu. Iste godine, Joksimović je komponirao i radio aranžman za pjesmu Oro, koja je u izvedbi Jelene Tomašević pobijedila na Beoviziji zatim zauzela šesto mjesto na Pjesmi Eurovizije.
Trebao je komponirati pjesmu za Irinu Dorofejevu koja bi predstavljala Bjelorusiju na Pjesme Eurovizije 2011. u Düsseldorfu, ali od toga se odustalo.

### 2012. Eurovizijski povratak
Željko Joksimović predstavljao je Srbiju na Eurosongu 2012. godine u Bakuu, Azerbajdžan. Dana 10. ožujka 2012. godine, predstavio je pjesmu "Nije ljubav stvar", te osvojio 3. mjesto s 214 bodova.

## Diskografija
- 1999. - Amajlija, City Records
- 2001. - Vreteno, City Records
- 2002. - 111, City Records
- 2003. - The best of Željko Joksimović, City Records
- 2005. - Ima nešto u tom što me nećeš, City Records
- 2005. - Ивкова Слава - Музика Из Филма, Minacord Production
- 2007. - The Platinum Collection, City Records, Minacord Production
- 2008. - Beogradska Arena live 20. april '07, Minacord Production
- 2009. - Ljubavi, Minacord Production
- 2011. - Od srca na dar, Minacord Production
- 2011. - Najljepše balade, City Records
- 2015. - Željko Joksimović, Minacord Production

## Vanjske poveznice
- Službene stranice  Arhivirana inačica izvorne stranice od 18. lipnja 2018. (Wayback Machine)